# Akshardham (Delhi)
Akshardham o Complesso Swaminarayan Akshardham è un tempio indù e un campus spiritual-culturale a Delhi, India.
Chiamato anche Tempio di Akshardham o Swaminarayan Akshardham, il complesso espone millenni di induismo tradizionale e di spiritualità, architettura e cultura dell'India. Ispirato da Yogiji Maharaj e creato da Pramukh Swami Maharaj, fu eretto dalla BAPS.
Il tempio fu ufficialmente aperto il 6 novembre 2005 da Pramukh Swami Maharaj alla presenza di A. P. J. Abdul Kalam, Manmohan Singh, L.K Advani e B.L Joshi. Il tempio al centro del complesso fu eretto secondo i  Vastu shastra e Pancharatra shastra.
Nell'Akshardham Delhi, simile al suo predecessore Akshardham Gandhinagar, Gujarat, il santuario principale è il punto focale e la posizione centrale dell'intero complesso. Vi sono numerose sale di esposizione che forniscono informazioni sulla vita e sull'opera di Swaminarayan. I progettisti hanno adottato forme di comunicazione e tecnologie contemporanee per creare le varie sale di mostra. Il complesso presenta un Abhisheka Mandap, Sahaj Anand, una fontana animata, un giardino tematico e tre mostre cioè Sahajanand Darshan (Sala dei Valori), Neelkanth Darshan (un film IMAX sulla giovinezza di Swaminarayan come yogi, Neelkanth) e Sanskruti Darshan (navigazione culturale). 
Secondo la tradizione spirituale induista Swaminarayan, il termine Akshardham significa la residenza dell'onnipotente Signore Swaminarayan ed è ritenuta dai seguaci come la dimora temporanea di Dio sulla terra.